# تاگ ریدتز-تات
تاگ ریدتز-تات (انگلیسی: Tage Reedtz-Thott؛ ۱۳ مارس ۱۸۳۹ – ۲۷ نوامبر ۱۹۲۳) یک سیاست‌مدار، و دیپلمات اهل دانمارک بود. 